# Truus Klapwijk
Geertruida (Truus) Klapwijk (Rotterdam, 2 januari 1904 – aldaar, 3 mei 1991) was een topzwemster, die Nederland tweemaal vertegenwoordigde bij de Olympische Spelen: 'Parijs 1924' en 'Amsterdam 1928'.

## Zwemmen
Bij haar olympisch debuut in de Franse hoofdstad, in het 50-meterbassin van het zwemstadion Georges Vallerey van Parijs, maakte Klapwijk deel uit van de estafetteploeg, die als zesde en laatste eindigde op de 4x100 meter vrije slag. Haar teamgenoten waren Marie Baron, Ada Bolten en Rie Vierdag. Op haar individuele nummer, de 400 meter vrije slag, werd de geboren Rotterdamse, lid van de Rotterdamsche Dames Zwemclub, uitgeschakeld in de tweede serie.

## Schoonspringen
Klapwijk was in Parijs eveneens actief als schoonspringster; op de één- en driemeterplank bleef ze steken in de voorronden. Vier jaar later echter in Amsterdam drong Klapwijk wel door tot de finale en legde op het onderdeel driemeterplank beslag op de achtste plaats, met 60,98 punten en een gemiddeld plaatscijfer van 35. Op het onderdeel torenspringen werd ze voortijdig uitgeschakeld.